# Spatariko
Spatariko (gr. Σπαθαρικό, tur. Ötüken) – wieś na Cyprze, w dystrykcie Famagusta. Obecnie znajduje się w granicach Cypru Północnego.